# Alto da Veneira
O Alto da Veneira é o ponto mais alto do concelho da Pobra do Brollón, com os seus 1.164 metros de altitude. Está situado na serra do Courel, perto do limite com o concelho do Incio. 